# Eigen (bibliothèque C++)
Eigen est une bibliothèque d'analyse numérique en C++ composée d'entêtes de templates, développée par Benoît Jacob et 
Gaël Guennebaud à l'INRIA. C'est un logiciel libre sous licence MPL2 et multiplate-formes.
Elle comporte des outils d'algèbre linéaire, comme des opérations matricielles et vectorielles.
Eigen permet l'utilisation d'allocation mémoire statique ou dynamique pour ses matrices et un nombre important de solveurs de matrice creuse.
La bibliothèque est optimisée pour différents SIMD, tels que  SSE 2/3/4 pour architectures Intel, ARM NEON pour architecture ARM (depuis sa version 2) ou encore AltiVec pour architecture Power.
Il existe un binding en Haskell pour cette bibliothèque
Un nombre important de projets utilisent cette bibliothèque ou étendent ses fonctionnalités parmi lesquelles des applications scientifiques, de robotique, d'ingénierie, d'infographie, de reconnaissance, mobiles, ou encore de bureautique.